# Joseph H. Hawkins
Joseph H. Hawkins (* in Lexington, Kentucky; † 1823 in New Orleans, Louisiana) war ein US-amerikanischer Politiker. In den Jahren 1814 und 1815 vertrat er den Bundesstaat  Kentucky im US-Repräsentantenhaus.

## Werdegang
Das Geburtsdatum von Joseph Hawkins sowie sein genaues Sterbedatum sind nicht überliefert. Nach der Grundschule und einem anschließenden Jurastudium begann er als Rechtsanwalt zu arbeiten. Politisch wurde er Mitglied der von Thomas Jefferson gegründeten Demokratisch-Republikanischen Partei. Zwischen 1810 und 1813 war er Abgeordneter im Repräsentantenhaus von Kentucky und zeitweise dessen Präsident.
Nach dem Rücktritt des Abgeordneten Henry Clay wurde Hawkins im zweiten Wahlbezirk von Kentucky als dessen Nachfolger in das US-Repräsentantenhaus in Washington, D.C. gewählt, wo er am 29. März 1814 sein neues Mandat antrat. Da er bei den regulären Kongresswahlen des Jahres 1814 nicht mehr kandidierte, konnte er bis zum 3. März 1815 nur die angebrochene Legislaturperiode seines Vorgängers im Kongress beenden. In dieser Zeit endete der Britisch-Amerikanische Krieg.
Nach dem Ende seiner Zeit im US-Repräsentantenhaus praktizierte Hawkins wieder als Anwalt. Außerdem arbeitete er im Handel. 1819 zog er nach New Orleans, wo er im Jahr 1823 starb.